# Светильник (журнал)
Свети́льник (Свѣтильникъ) — российский ежемесячный православный журнал о церковном искусстве, выходивший в 1913—1915 годы. В 1998 году была предпринята попытка возрождения изждания впоследствии прекратившего существование в середине 2000-х.

## История
К концу XIX века когда российское общество по-новому посмотрело на свою старину. Была «открыта» древнерусская икона: реставраторы, научившись снимать слой потемневшей от времени олифы, с изумлением обрели под ней шедевры иконописи.
Инициатором издания журнала был художник Сергей Иванович Вашков, который с группой единомышленников создал художественный журнал «Светильник», призванный популяризировать отечественное искусство и научные изыскания в области его истории.
Будучи главным редактором издания, он сумел сплотить вокруг себя авторитетный круг художников и учёных. В его редколлегии состояли Д. В. Айналов, Н. П. Кондаков, Н. В. Покровский, А. В. Прахов, Ф. И. Шмидт, Н. И. Троицкий, В. М. Васнецов, М. В. Нестеров, А. В. Щусев и другие. Своё одобрение и благословение журналу направил архиепископ Никон (Рождественский). Издателем журнала стал В. И. Оловянишников.
В статье, опубликованной в журнале «Светильник» за 1913 год, С. М. Прохоров писал:

За последнее десятилетие… в русском обществе, как никогда, пробудился интерес к родной старине. Толстые журналы, специально занимающиеся вопросами древнего русского искусства, посвящают ей серьёзные статьи, дают целый ряд снимков старых построек, церковной утвари, предметов домашнего обихода и т. п. Особенно много уделяется внимания и труда русской иконописи. …Думается, что русское общество только теперь, как будто стряхнув долголетнее влияние Запада на нашу иконопись, оценило всю красоту старой иконы, её религиозно-эстетическое очарование… Русские художники, особенно известные В. Васнецов и М. Нестеров, в своих религиозных произведениях подражают старой иконописи, вводя в живопись главные её принципы: простоту, ясность и выразительность красочных пятен.
«Светильник» был обращён к широкой аудитории и печатал статьи по церковной археологии, богословским вопросам, работы о выдающихся произведениях архитектуры и искусства, следующих в русле национальных традиций.
Журнал был качественно оформлен и содержал от 10 до 15 иллюстраций на 30—60 страницах текста, в частности был официально рекомендован для библиотек средних учебных заведений.
После смерти С. И. Вашкова в 1914 году, главным редактором стал Б. Н. Протопопов. Издание журнала было прекращено в 1915 году.

## Попытка возрождения
В 1998 году была начата подготовка к изданию «церковно-археологического журнала „Светильник“», который планировалось выпускать в качестве приложения к «Журналу Московской Патриархии».
В 2000 году вышел первый номер возрождённого журнала, который сохранил в оформлении художественный стиль своего предшественника. В середине 2000-х годов журнал прекратил существование.